# Möte i Rom
Möte i Rom (danska: Rom) är en dansk romantisk dramafilm från 2024. Filmen är regisserad av Niclas Bendixen, som även har skrivit filmens manus tillsammans med Kristian Halken och Christian Torpe.
Filmen hade biopremiär i Sverige den 5 april 2024, utgiven av Scanbox Entertainment.

## Handling
Filmen kretsar kring Gerda och Kristoffer som för att fira sin fyrtioåriga bröllopsdag åker till Rom på en långweekend. Där träffar de på Johannes, Gerdas konstlärare från förr. Vad Kristoffer inte vet är att Gerda och Johannes hade en relation när hon var hans elev.

## Rollista (i urval)
- Bodil Jørgensen – Gerda
- Rolf Lassgård – Johannes
- Kristian Halken – Kristoffer